# صدای صحرا (فیلم لهستانی)
صدای صحرا (لهستانی: Głos pustyni) یک فیلم درام لهستانی به کارگردانی میخاو واشینسکی است که در سال ۱۹۳۲ منتشر شد.

## گزیدهٔ بازیگران
- نورا نی
- ائوگنیوش بودو
- ماریا بوگدا
- ویتولد کُنتی
- آدام بروجیش
- پاوئو اُوِروئو